# 191341 Lánczos
(191341) Lánczos, denumire internațională (191341) Lanczos, este un asteroid din centura principală de asteroizi.

## Descriere
191341 Lánczos este un asteroid din centura principală de asteroizi. A fost descoperit pe 24 august 2003 la Piszkesteto de Krisztián Sárneczky și Brigitta Sipőcz. Asteroidul prezintă o orbită caracterizată de o semiaxă mare de 2,92 ua, o excentricitate de 0,12 și o înclinație de 2,2° în raport cu ecliptica.